# قهوه کابینت
قهوه کابینت یک میلک‌شیک بر پایه بستنی است که درواقع منحصراً در رود آیلند یافت می‌شود و از بستنی قهوه، شربت قهوه و شیر تشکیل شده است. مواد در مخلوط کن نوشیدنی یا مخلوط کن میلک شیک با یکدیگر ترکیب می‌شوند.
در میان معروف‌ترین لبنیاتی‌های رود آیلند که این قهوه در آنها سرو می‌شود، می‌توان به داروخانه دلکتا در وارن و وانیلی بین اصلی در کینگس‌تاون جنوبی اشاره کرد. لبنیاتی نیوپورت، یک رستوران‌های زنجیره‌ای خانوادگی که تقریباً منحصراً در رود آیلند یافت می‌شود، انواع این نوشیدنی را که با شیر یخ درست شده را با نام تجاری «افتضاح افتضاح» سرو می‌کند. کابینت اغلب در مناطق دیگر در نیوانگلند به عنوان فراپه شناخته می‌شود.

اولین اشاره شناخته شده به کافی کابینت در The Spatula در سال ۱۹۰۳ منتشر شد: 
نوشیدنی‌ای که به محبوب‌ترین تبدیل شده «قهوه کابینت» است که از شربت قهوه، تخم‌مرغ، خامه ساده، بستنی و یخ تراشیده شده تشکیل شده است. جریان غلیظ سودا کشیده می‌شود و نوشیدنی صاف می‌شود. این اغلب به خودی خود یک وعده غذایی نامیده می‌شود.
‌مانند اصطلاح (downcity)، ریشه‌شناسی این اصطلاح ناشناخته است. یکی از توضیحات رایج، اما فاقد مستندات، این است که متصدی سودا یا داروساز، شربت قهوه را در یکی از کابینت‌های چوبی صیقلی پشت پیش‌خوان نگهداری می‌کرده است. همچنین برخی این تئوری را مطرح می‌کنند که این نام گ. نه ای نوشیدنی است که به نام رویال کابینت شناخته می‌شود، یک کرم تخم‌مرغ که برای اولین بار در شیکاگو رایج شد.